# Antiblemma abstrusa
Antiblemma abstrusa är en fjärilsart som beskrevs av William Schaus 1911. Antiblemma abstrusa ingår i släktet Antiblemma och familjen nattflyn. Inga underarter finns listade i Catalogue of Life.